# 日本の城

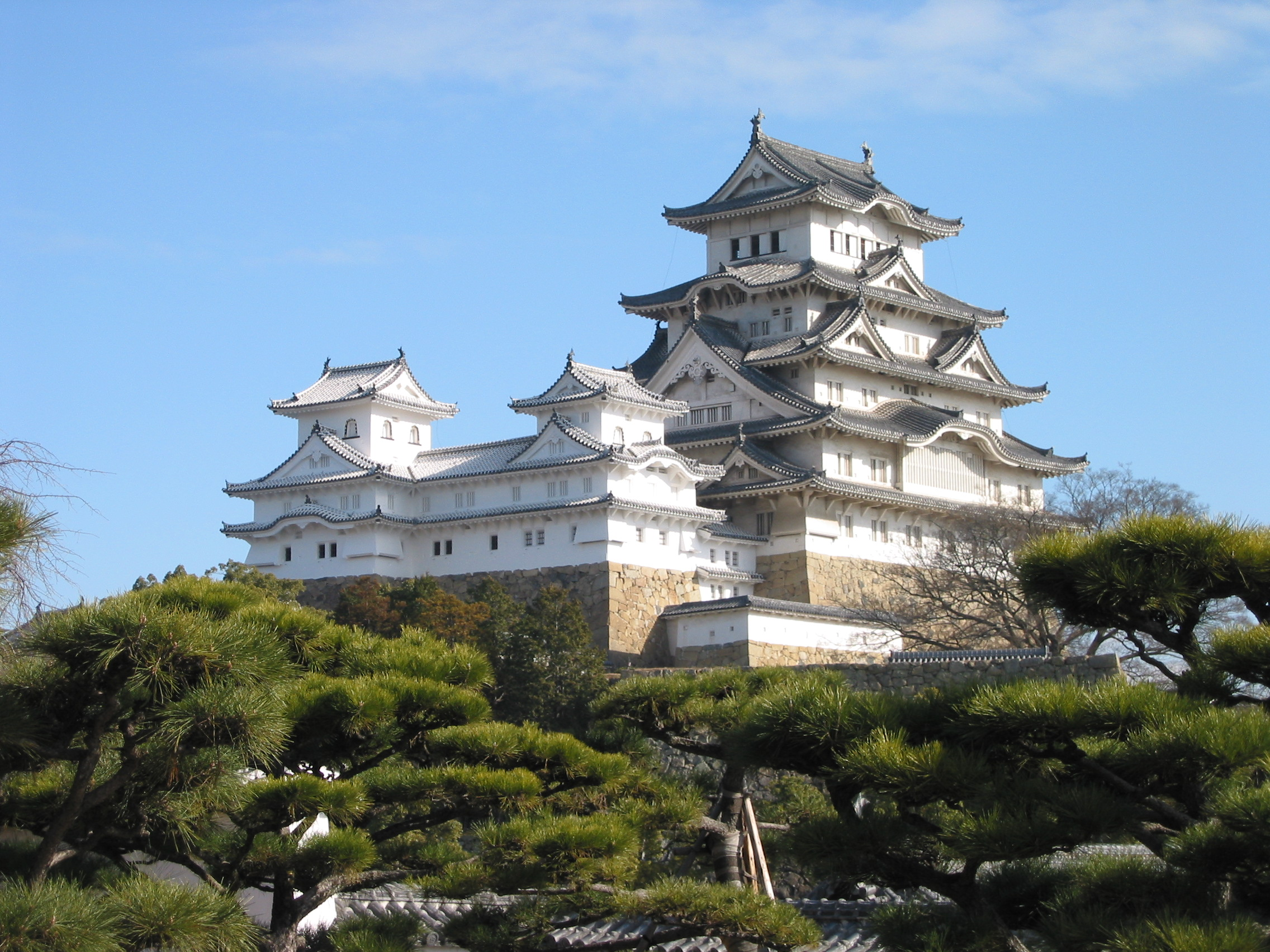
現存天守が残る姫路城（世界遺産）

日本の城（にっぽんのしろ・にほんのしろ）では、日本国内に築かれた城について解説する。北海道に築かれたアイヌのチャシ、沖縄県および鹿児島県の奄美群島にあったグスクについても一部解説する。

## 概要
日本における城は、環濠集落から古代の山城、水城、城柵などを経て、中世・近世にかけて発達・増加。石垣と天守を持つ城は一部で、簡素な造りの砦も多く、規模や構造は多様である。各地で領主が抗争し、村落が自衛することもあった戦国時代を含めて、現存する城と後に放棄・破城された城を合わせると日本にはかつて数万の城があったとみられる。現代において、城は文化遺産や観光資源として保存・修復の対象になっている。中には、史実では造られなかったあるいは外観についての記録がない天守を「復元」した例（模擬天守）、歴史上存在したことがない和式城郭風建物が新造された例（熱海城など）もある。
城を造営することを築城と呼ぶ。立地の選定や設計を行う縄張に始まり、堀や土塁を築く土木工事である普請（ふしん）と、門や塀、櫓、屋敷、天守などを建築する作事（さくじ）へと進む。
中世の城では、戦闘員である武士が主に駐在し、その武士たちの主君である武家や豪族は、城のある山とは別の場所に館を構えて居住していた。戦国時代には、主君も城内に居住するスタイルが現れ、主要な家臣たちも城内に屋敷を与えられ、その家族や日常の世話をする女性も居住した。戦国末期から近世の城郭では、外郭を築き、城下町も取り込む城も現れた。江戸時代の1615年に一国一城令が発布され、城の数は大幅に減った。中世・近世に、平地に築かれた館や館造りの陣屋等は城には含まないものの、城郭構の陣屋や館、御殿御茶屋など少しでも城に近づけて造られたものは、城とすることがある。幕末にはこのほか、軍事的防御施設として台場や砲台が築かれた。

## 「しろ」の語源
漢字の「城」は、現在は音読みで「じょう」また「せい」、訓読みで「しろ」と読む。また、日本語の古語として「き」という訓読みがある。「しろ」と訓じられるようになった時期を、『角川古語大辞典』では中世後期としている。
古代から中世初期までは、「城」のほかに「柵」という字も用い、ともに「き」と呼ばれた。飛鳥時代から奈良時代にかけての城、たとえば大宰府近くにあった「大野城」は「おおののき」であり、山形県の「出羽柵」は「いではのき」であった（→城 (き)）。やがて、山に城を造って領国を守る時代が訪れ、中世後期には「城」は「しろ」と読まれた。文明6年（1474年）の文明本『節用集』には、「城」に「シロ」の訓がある。
「しろ」の語源・発生時期には諸説ある。『大言海』および『角川古語大辞典』は、「山城国」に由来するという説を採用している。
- 「山城国」から
喜田貞吉は、「やまうしろ」と読まれていた山背の国（現在の京都府南部）が平安時代初期の延暦13年（794年）11月15日に山城国に改名されると、「やまうしろ」が転訛（てんか）して「山城」を「やましろ」と読むようになり、そのうちに単独の漢字「城」に「しろ」という訓を当てるようになったと論じている[8]。

城戸久著『城と民家』に紹介されている説を抜粋する。
- 外観が「白い」から。
城郭建築の外観が白漆喰塗りで白いから「しろ」と読むようになったという説。江戸時代末期に刊行された谷川士清『和訓栞』（わくんのしおり）にある説[8]。
- ドイツ語から。
ドイツでは城を意味する言葉に「シュロス (Schloss)」があり、それが日本に渡来して「城」を「しろ」と訓読みするようになったという説[8]。

- 比較言語学の観点から、上代から中世までの日本語では「治める・統治する」という意味の動詞「しらす、しる」（古墳時代の「治天下大王」の「治す（しろしめす）」と同源）があり、その中世領主の領地を指す名詞形として「しろ」が使われるようになったとする説が有力である。

## 歴史

### 古代

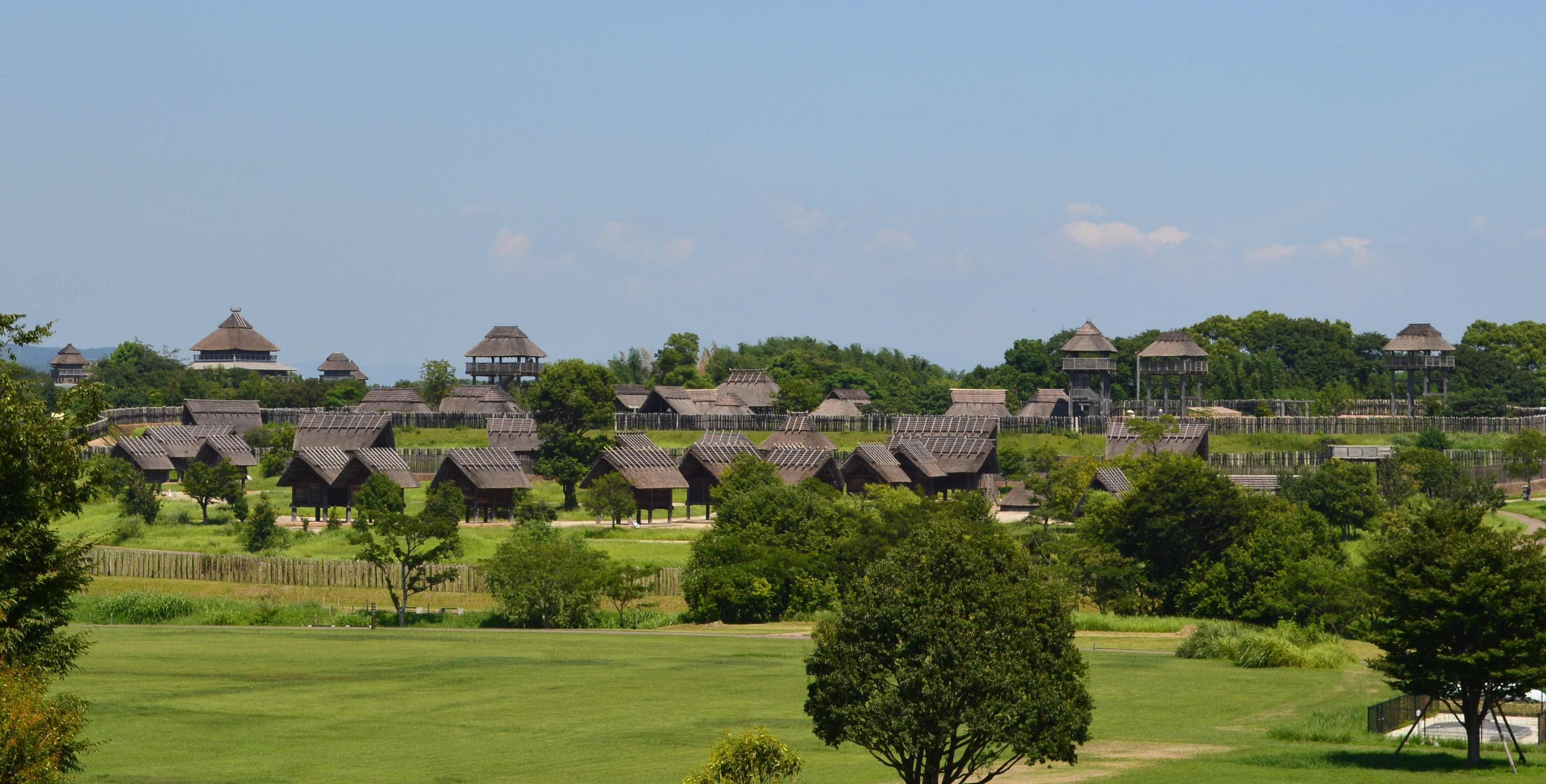
大規模環濠集落跡の吉野ヶ里遺跡（佐賀県吉野ヶ里町）

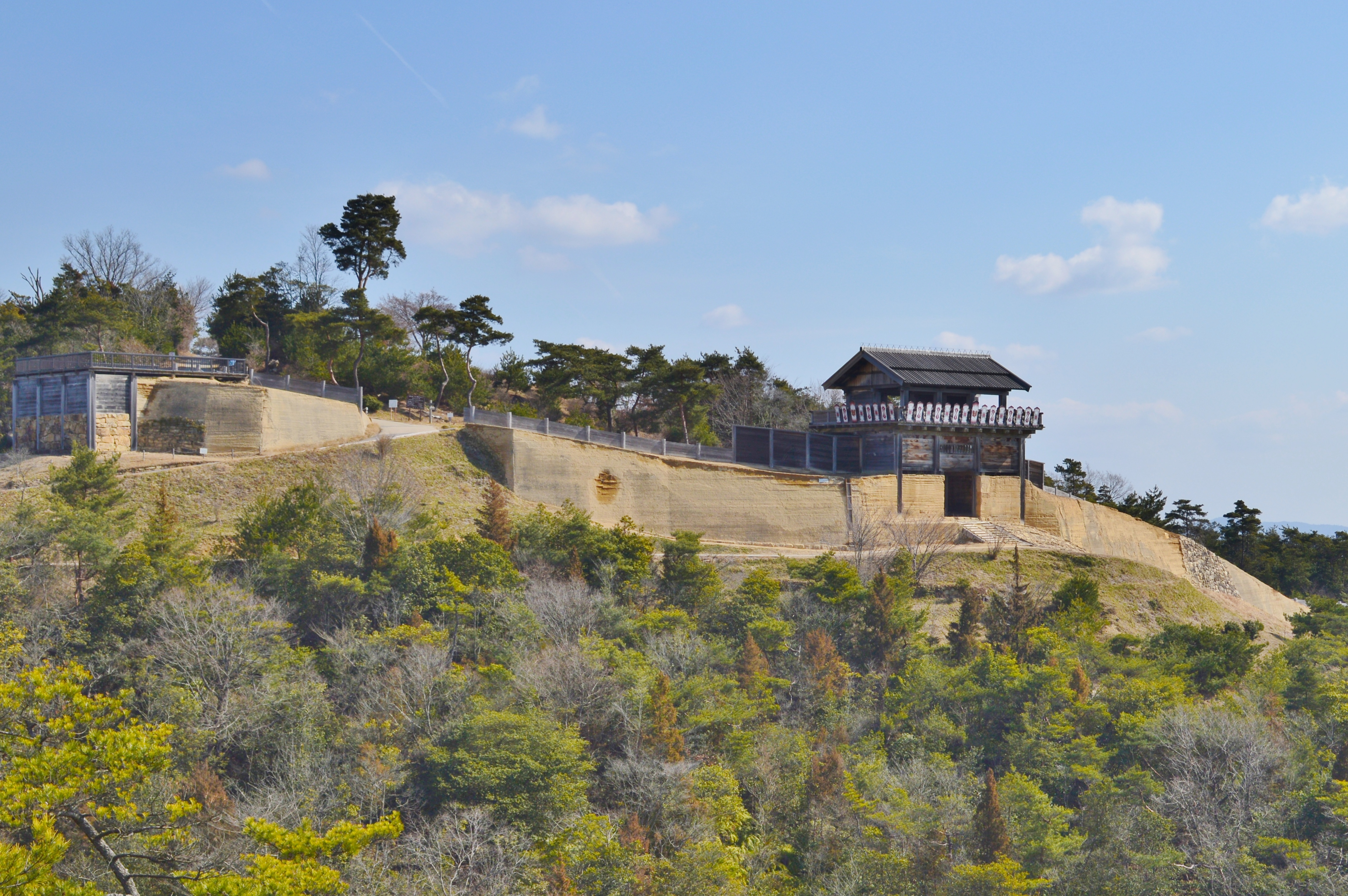
古代山城の鬼ノ城（岡山県総社市）

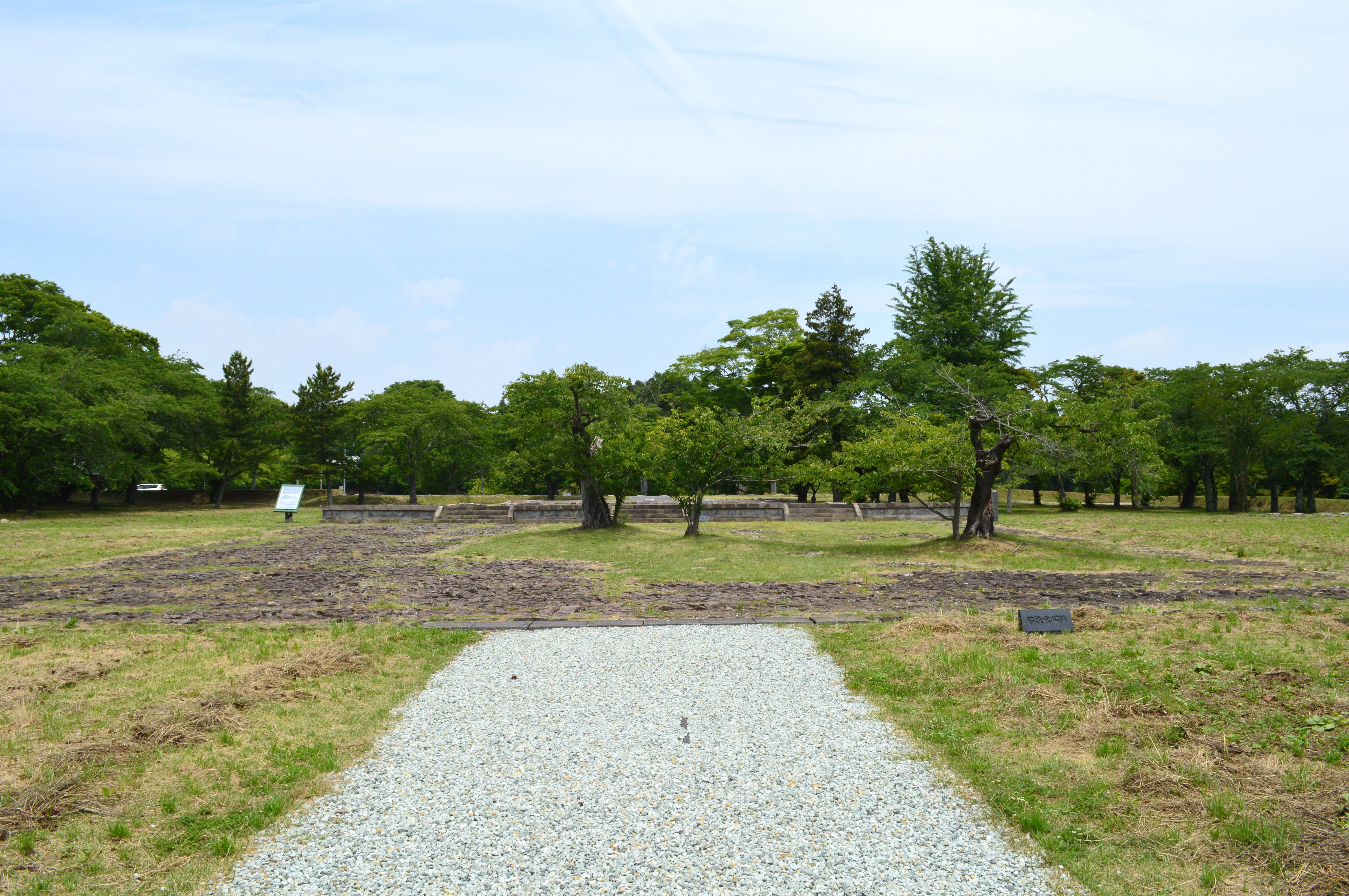
政庁のある城柵の多賀城（宮城県多賀城市）

弥生時代の日本には、集落に外敵が攻めにくいように、濠をめぐらせた環濠集落や山などの高いところにつくられた高地性集落が数多く存在したが、ヤマト政権に至る政治的統一が進むにつれて衰退した。
城の文献上の初見は、664年に天智天皇が築かせた水城（みずき）である。この時代には、大野城や文献に見えないものも含め多数の城が九州北部から瀬戸内海沿岸に築かれた。
また、蝦夷（えみし）との戦争が続いた東北地方では、7世紀から9世紀にかけて多賀城や出羽柵、秋田城などの軍事拠点と行政拠点を兼ねた城柵が築かれた。
城は、主に西日本における城柵であり、山城を主体として政庁を囲むようにして石垣や版築土塁の城壁を築き、街道が貫く部分を開口して城門を建てた。柵は、主に東北地方における城柵である。西日本の城と同様の構造であったが、政庁を囲む城壁は版築土塁のほかに木の角材を建て並べたものも使われた。。
これらの城は、ユーラシア大陸における古代中国に見られるような城壁都市の概念に由来するものであり、日本では国府の守備として築かれ用いられたが、律令制が崩れると共に廃れ、武士の時代に築かれ始めたものが戦闘拠点としての狭義の城である。

### 中世

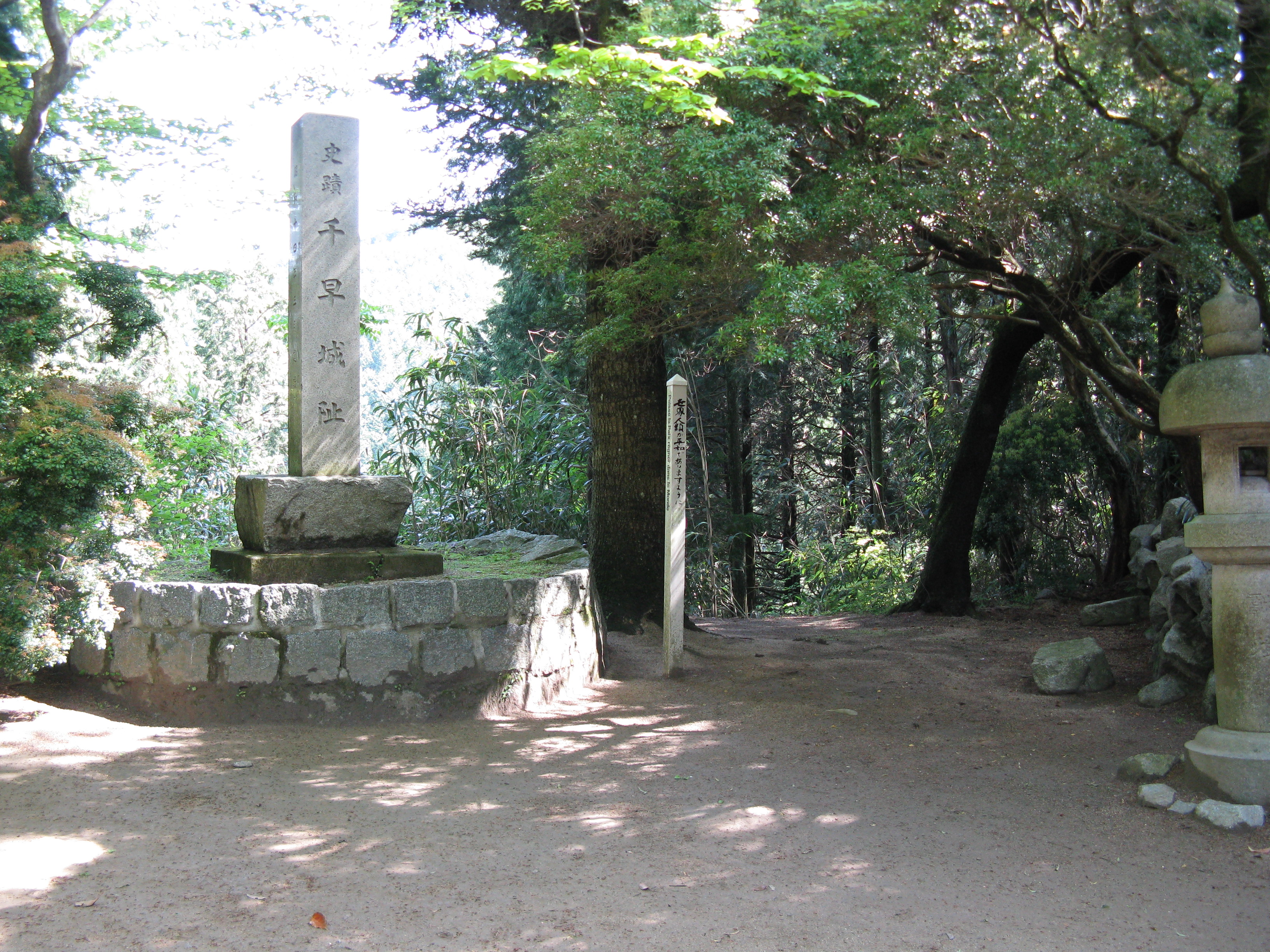
連郭式山城の千早城

#### 平安時代後期・鎌倉期の城
中世の日本では、武家の平時の居住地への防護と、戦時に険阻な山に拠る際の防護と、2つの必要から城が発達した。平安時代後期、治承・寿永の乱においては『吾妻鏡』や『平家物語』『山槐記』などの記録史料・日記に城郭の存在が記されている。この頃の「城郭」は堀・掻盾や逆茂木など敵の進路を遮断するために設置したバリケードであると考えられている。

#### 南北朝時代の城
南北朝時代の城の特徴は、曲輪（くるわ）の削平が不十分、腰曲輪の使用、多重の堀切もしくは多数の堀切を入れる城が多い傾向がある。

#### 戦国時代の城
- 戦国時代初期まで「城」と呼ばれるものは圧倒的に後者の山城が多かった。領主の居城では、外敵に攻められた際、領主は要害堅固な山城へ籠り（籠城）、防御拠点とした。こうした山城は、麓にある根小屋に対して「詰めの城」と呼ばれた。例としては、武田氏#甲斐武田氏の躑躅ヶ崎館と要害山城などがある。
- 前者の領主が平時に起居する館は、麓に建てられた。地域によって「根小屋」「館（やかた／たち／たて）」「屋形（やかた）」などと呼ばれ、周囲に堀を巡らし、門に櫓（やぐら）を配置するなど、実質的に城としての機能を備えていた。周囲には、家来の屋敷や農町民の町並み（原始的な城下町）ができた。

戦国時代中期から城の数は飛躍的に増大し、平地に臨む丘陵に築いた平山城（ひらやまじろ）や平地そのものに築いた平城（ひらじろ）が主流となる。防御には優れるが政治的支配の拠点としては不向きであった山城は数が減っていく。
また、この時期の特徴としては「村の城」とも呼ばれる施設が全国的に造られたことも挙げることができる。これは戦乱が日常化したため、地域の住民が戦乱発生時の避難施設として設けたもので、時には領主への抵抗運動や近隣集落との抗争時に立て籠もる軍事施設としても機能した。これらの施設は山頂に平場を作事するなど純粋な軍事施設の「城」に比べると簡素な造りで、狭小であることが多い。

### 近世
中世・戦国時代初期の城郭は、土塁の上に掘り立ての仮設の建物を建てたものが主体であった。鉄砲、大砲の普及によって、室町時代末期から安土桃山時代には、曲輪全体に石垣を積み、寺院建築や公家などの屋敷に多用されていた礎石建築に加え、壁に土を塗り籠める分厚い土壁の恒久的な建物を主体として建設され、外観も重視して築かれたものが現れた。
こうした城は室町時代末期以降、特に松永久秀が多聞山城や信貴山城を築いた頃や、織田信長が岐阜城や安土城を築城した頃に発生したと考えられている。その後豊臣秀吉により大坂城や伏見城などが築かれ、重層な天守や櫓、枡形虎口を伴う城門に代表される、現在見られるような「日本の城」が完成した。この形式の城郭を歴史学上、「織豊系城郭」と呼ぶ。織豊系城郭は織豊政権麾下の諸大名が主に建設した。日本国内全体に遍く普及したのではなく、東北地方や関東、四国、九州の戦国大名たちは、各地の実情にあわせた城郭を築いている。また、織豊系の城では、これまで城館の周囲には定住のなかった商工業者たちを、城に接する街道沿いの指定区域に配置。常設の市を開き、領国の経済拠点として都市を設置した。
豊臣政権や江戸幕府は、天下普請として政権が直轄する城の築城を、各地の大名に請け負わせた。このことにより、織豊系城郭の技術が諸大名に広まり、各地に織豊系城郭の要素を取り入れた城が多く現れた。

#### 江戸時代

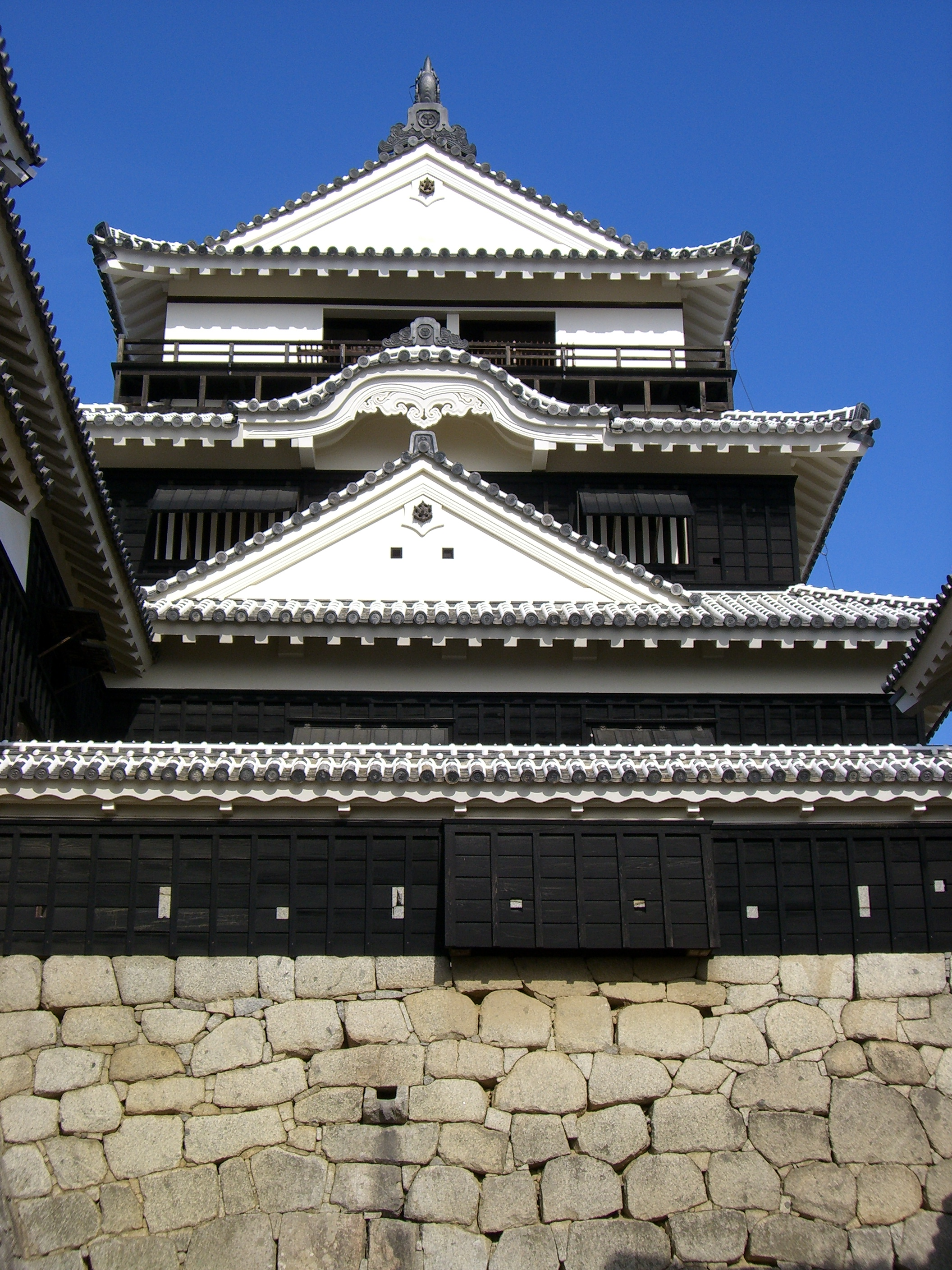
日本で最後に江戸幕府の許しで再建された松山城本壇（天守曲輪）

江戸時代以降の城は、軍事拠点としての意義が縮小し、政治を執り行う政庁としての役割が強くなる。藩の御用金や年貢米を保管するための蔵が城内に設けられ、これらを守ることが城の主な機能となった。また藩の財政を司る勘定所が設置され、歳出と歳入の計画の立案と記録が行われた。
江戸幕府により、1つの大名家につき原則1つの城を残して破却するよう命じる「一国一城令」が諸大名に向けて発布された。各大名はこれに恭順して家臣たちの城を破却し、大名の居城の城内や城下に屋敷を与えて集住させた（「城主大名」も参照）。1万石以下の領主は城を持つことが許されず、陣屋と呼ばれる屋敷を建てて住い、領地支配を行った。このような陣屋の一部は、江戸末期から明治初頭において城郭化や拡張が行われたものもある。
江戸時代では、災害などで被害を受けた城の修復には幕府から修復許可を得なければならなかった。修復願（修復願書）には修復願絵図という図が付けられ、災害の被害状況などが説明されていることから、災害の規模や当時の城について知ることができる資料である。

#### 幕末
江戸時代後期、日本と正式な通商を許されていたオランダ以外の欧米諸国の艦船が日本近海に来航するようになった。海防のため、幕末には日本各地に台場や砲台などが築かれた。また、大砲戦に対応した西洋式要塞の影響を受けて、開港地となった箱館の五稜郭や四稜郭に代表される稜堡式の城郭、五島列島の石田城、蝦夷地（北海道）の松前城など日本式の城郭も新しく築城された。松前藩はこのほか、本州で戊辰戦争が始まっていたの明治元年（1868年）に館城を築いており、最後の和式城郭と位置付けられている。会津藩の鶴ヶ城や五稜郭などは、戊辰戦争で戦場となった（会津戦争、箱館戦争）。
明治新政府樹立後に築かれた城も存在している。千葉県の松尾城がこれにあたり、横矢掛かりを重視した稜堡式を取り入れ、役所と藩知事邸を分離するなど特徴の多い城郭であった。これらの新期城郭は廃藩置県により工事が中止になったものがほとんどである。

### 近代以降

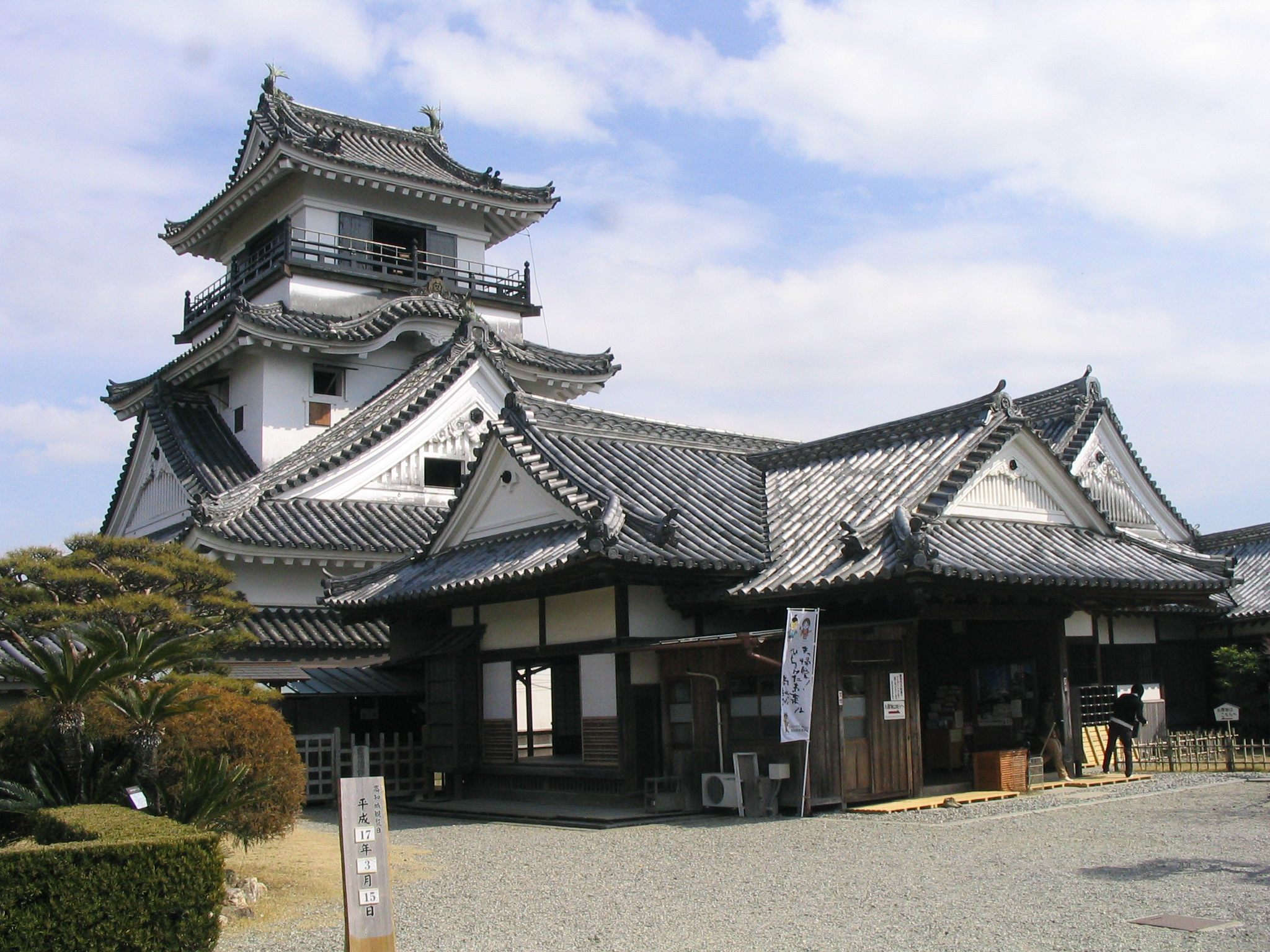
現存天守の例：高知城（手前は現存の本丸御殿）

#### 廃城令
明治時代に入ると、各地の城郭は、兵部省（後の陸軍省）の所管となった。1873年（明治6年）に布告された廃城令によって廃城処分（大蔵省所管）となった城は旧城の建物が撤去され、役所や学校などが置かれたり、神社境内や公園として利用されたりした例もあった。「廃城処分」とは、大蔵省の裁量によって処分することである。彦根城や犬山城のように元城主が邸宅として居住した例もある。一方、存城処分となった城は引き続き陸軍省の所管となり、日本陸軍が駐屯した。九州には、士族反乱で戦場となった城もあった（「佐賀の乱#佐賀城攻防戦」「西南戦争#熊本城攻撃」）。
なお、明治時代から太平洋戦争終結に至るまで軍事施設として近代要塞（東京湾要塞、虎頭要塞など）や野戦陣地（西南戦争、硫黄島の戦い、沖縄戦など）が構築された。これらを「日本の城」に含めるかは議論がある。

#### 城郭建築保存運動
廃城令で約190あった城のうち43が破却された。軍の施設や公共施設を設置するために不要な建物や老朽化の進んだ建物、維持が困難となった建物は撤去されていったが、名古屋城や姫路城に代表される一部の城郭建築について保存運動が行われ、参議であった大隈重信に対して町田久成、世古延世によって『名古屋城等保存ノ儀』が進言されたのに加えて、1874年、彦根城天守について明治天皇に対して大隈重信や二条斉敬の妹（皇后の従妹）などによる彦根城保存の上申や陳情があり、天皇の命によって解体から一転して保存されることとなった。さらに、1878年、日本陸軍大佐の中村重遠が当時陸軍卿だった山縣有朋に対して名古屋城と姫路城の保存を進言した。1879年、陸軍予算による両城の保存修繕が加えられることが決定し、正式に国によって保存されることとなった。

#### 復興と復元

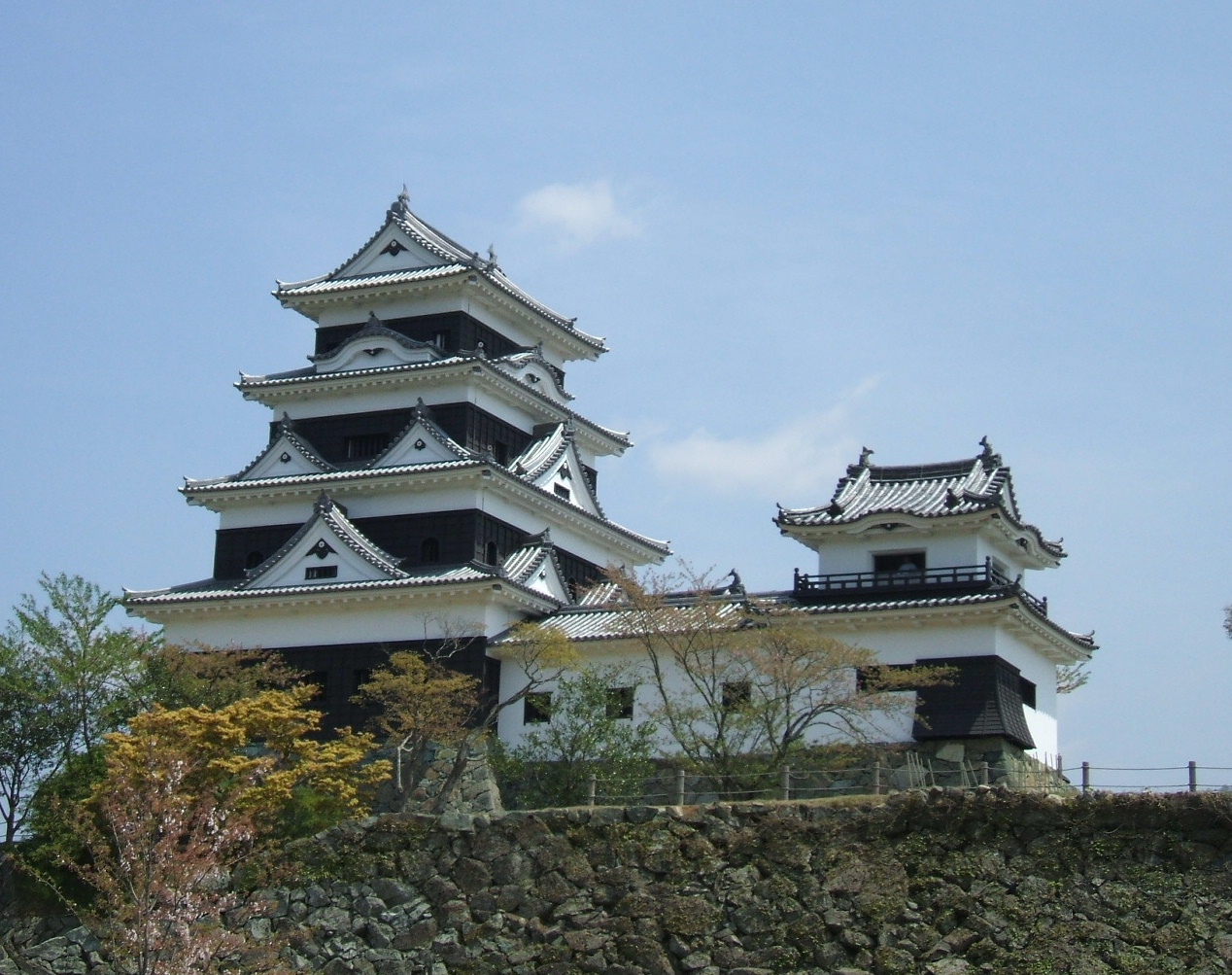
木造による復元天守の例（大洲城天守）

城郭建築の再建は、明治期の1910年（明治43年）に岐阜城で天守の復興が行われているが、城郭建築の復興事業としては1929年（昭和4年）、洲本城で昭和天皇の大典記念としてコンクリート建築での模擬天守が建てられた。1931年に大坂城ではSRC造による復興天守が建てられ、戦後の城郭建築の外観復元・復興や模擬天守建設の先駆けとなった。その後、1933年に郡上八幡城、1935年に上野城において木造での模擬天守が建てられた。

#### 第二次大戦期の現存建築の損失
1930年および翌年の1931年、国宝保存法で城郭建築200棟が国宝に指定。現存天守は指定を受けなかった彦根城天守を含めて19棟を数えた。しかし、日本陸軍の駐屯地となっていた城跡や城下町から発展した各都市は太平洋戦争末期、アメリカ軍の空襲の目標とされた。1945年には、爆撃や広島市への原子爆弾投下により、名古屋城、岡山城、和歌山城、広島城、福山城、大垣城の天守6棟を含めて1930年以降に国宝（現行の文化財保護法の国の重要文化財に相当）に指定されていた現存建築60棟ほどが損失した。戦後、空襲などを免れた城郭建築の内、1949年に松山城の筒井門とその周囲の建物3棟が焼失。同じ年に松前城では町役場の火災から延焼して天守を焼失した。

#### 1954年から1988年
昭和戦後も、1954年（昭和29年）の富山城模擬天守建設以降、「天守閣復興ブーム」や「お城復興ブーム」などと呼ばれる昭和30年代、同40年代を中心に、主に天守の復興が多く行われた。櫓の復興では1954年（昭和29年）に吉田城で入道櫓（三重櫓）を外観復興したものが最も古い例である。1958年（昭和33年）以降より、基本構造をRC造またはSRC造として建物の外観を再現した、天守（外観復元天守）や櫓、城門が建設されるようになり、主に1945年の空襲によって失われた城郭建築がこの方法によって再建された。この種の再建建築の最も新しい例は1985年（昭和60年）の大垣城艮櫓、西門、土塀の外観復元である。

#### 1988年以降
竹下政権のふるさと創生事業が実施された1988年以降には、文化庁などの方針によって史跡での再建行為が忠実なものであることが求められるようになる。平成2年（1990年）の白河小峰城三重櫓の木造復元以降は、資料に基づいた木造での復元や復興が原則となった。また、掛川城天守、熊本城の城郭建築群、篠山城大書院など資料に基づく復元事業が行われ、この時期を「平成の復興ブーム」や「第2次復興ブーム」など呼んでいる。この時期では、天守に限らず、櫓や城門、御殿、土塁、石垣などの復元、また出土した中世・戦国の城郭を再現した事例がある。しかし、伝統的な技法での復元工事では、建築基準法や消防法などに抵触するため、門や櫓は人の立ち入りが制限されたり、天守に至っては高さや防災上の規制により建築自体ができないなどのジレンマもあったため、コンクリート基礎の上に礎石を並べて建てたり、柱や桁梁などに補強金物を一部施すなど近代的な技法を一部導入したり、仙台城の三重櫓のように再建計画自体が断念される事例もある。復元された建物内部は、概ね郷土博物館や歴史資料館として一般公開されていることが多い。
コンクリートを使って近現代に復元された天守なども経年劣化が進んだり、耐震性不足が露呈したりしている。このため大坂城で溶液を流し込んでコンクリートを再アルカリ化させて強度を増すなど延命・補修が行われている。

現在は、姫路城や高知城などの現存12天守のほかに、大坂城や名古屋城など各地に櫓や門、塀、御殿など一部が現存する。国の重要文化財に指定されているものでは、城門は62棟、櫓は61棟ある。このほかにも、府県・市町村の文化財に指定されている城郭建築がある。またさらには姫路城、古都京都の文化財の一つとして二条城が現存建築群を含めてユネスコの世界文化遺産に登録されている。国指定の史跡としては城柵、城館、グスクを含めて約200箇所ある。
（復元天守・復興天守・模擬天守・天守閣風建物の各詳細に関しては近・現代の天守建設を参照のこと。）

## 構造

### 地勢による分類
江戸時代の軍学者による地勢に基づく城の分類には、平城（ひらじろ）、平山城（ひらやまじろ）、山城（やまじろ）の3つがある。これらの区別は明確ではない。

他に水域である海、湖、河川に面した特徴から水城といった分類もされている。

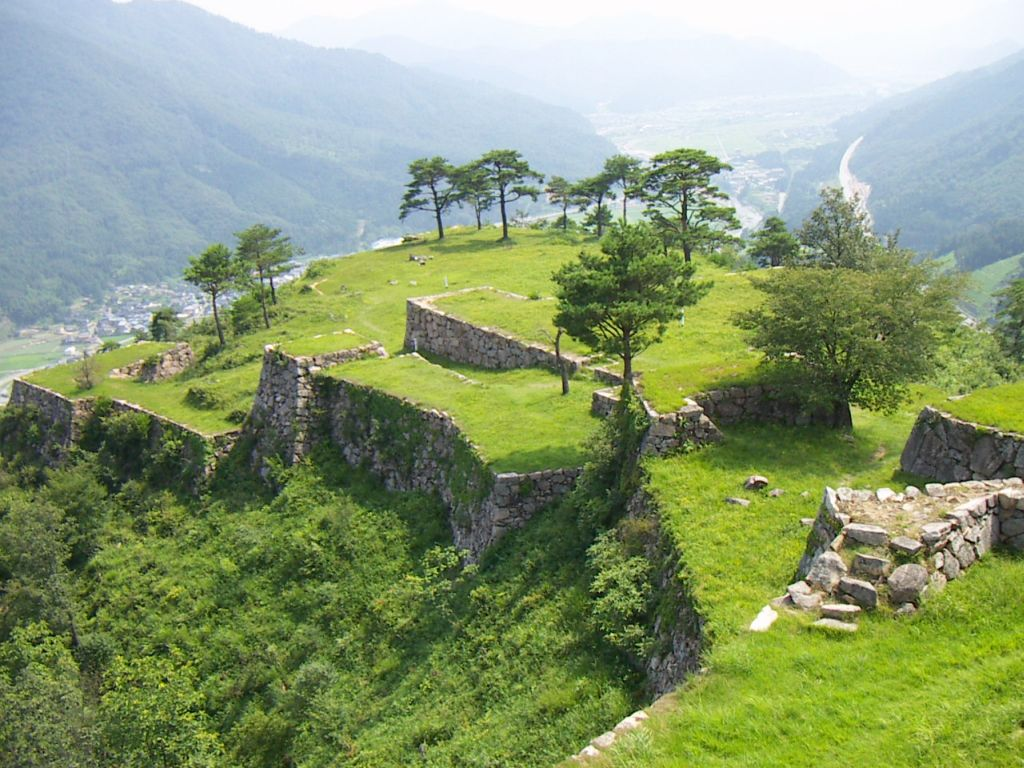
山城（竹田城）
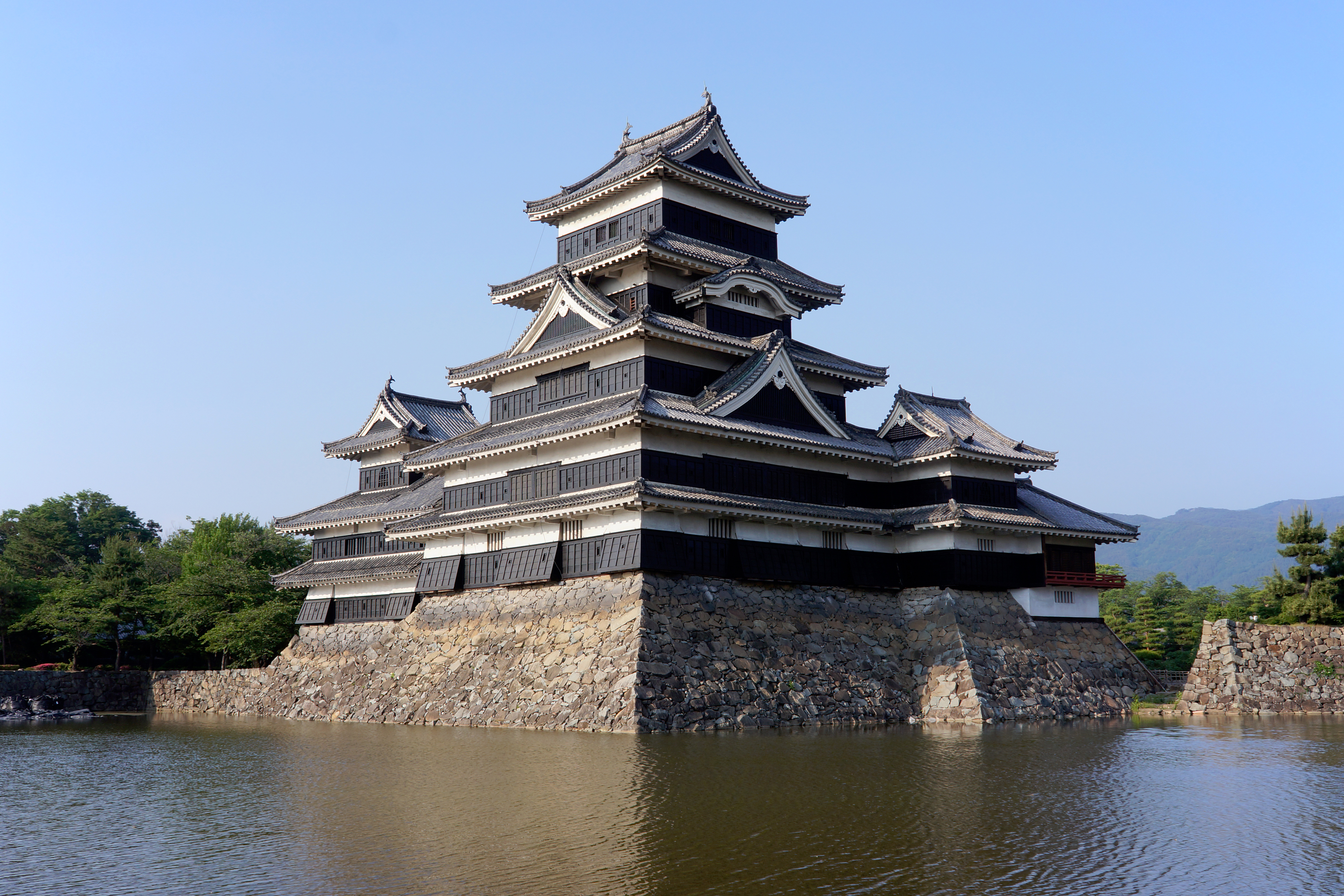
平城（松本城）
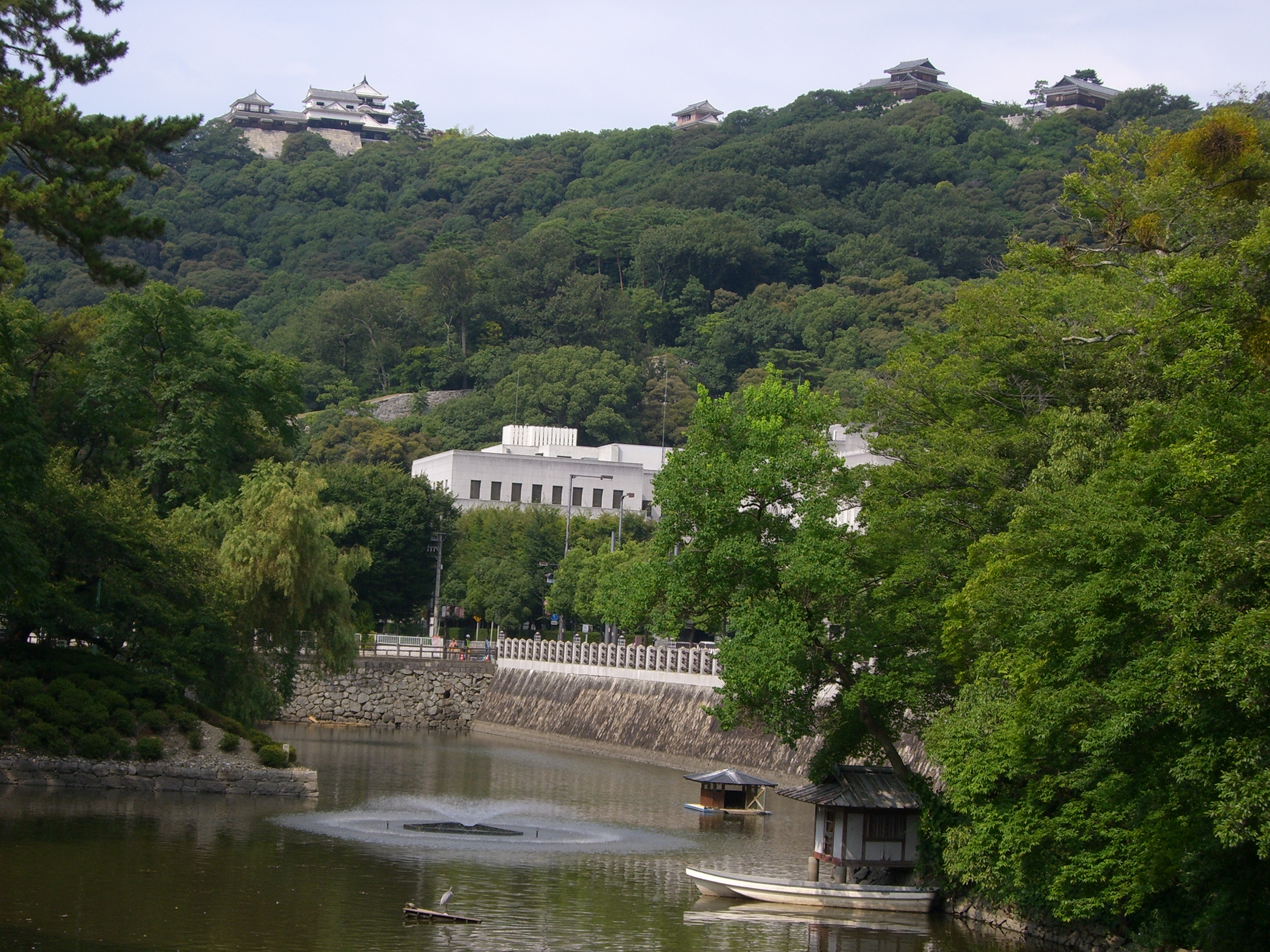
連郭式平山城（伊予国松山城）

### 縄張

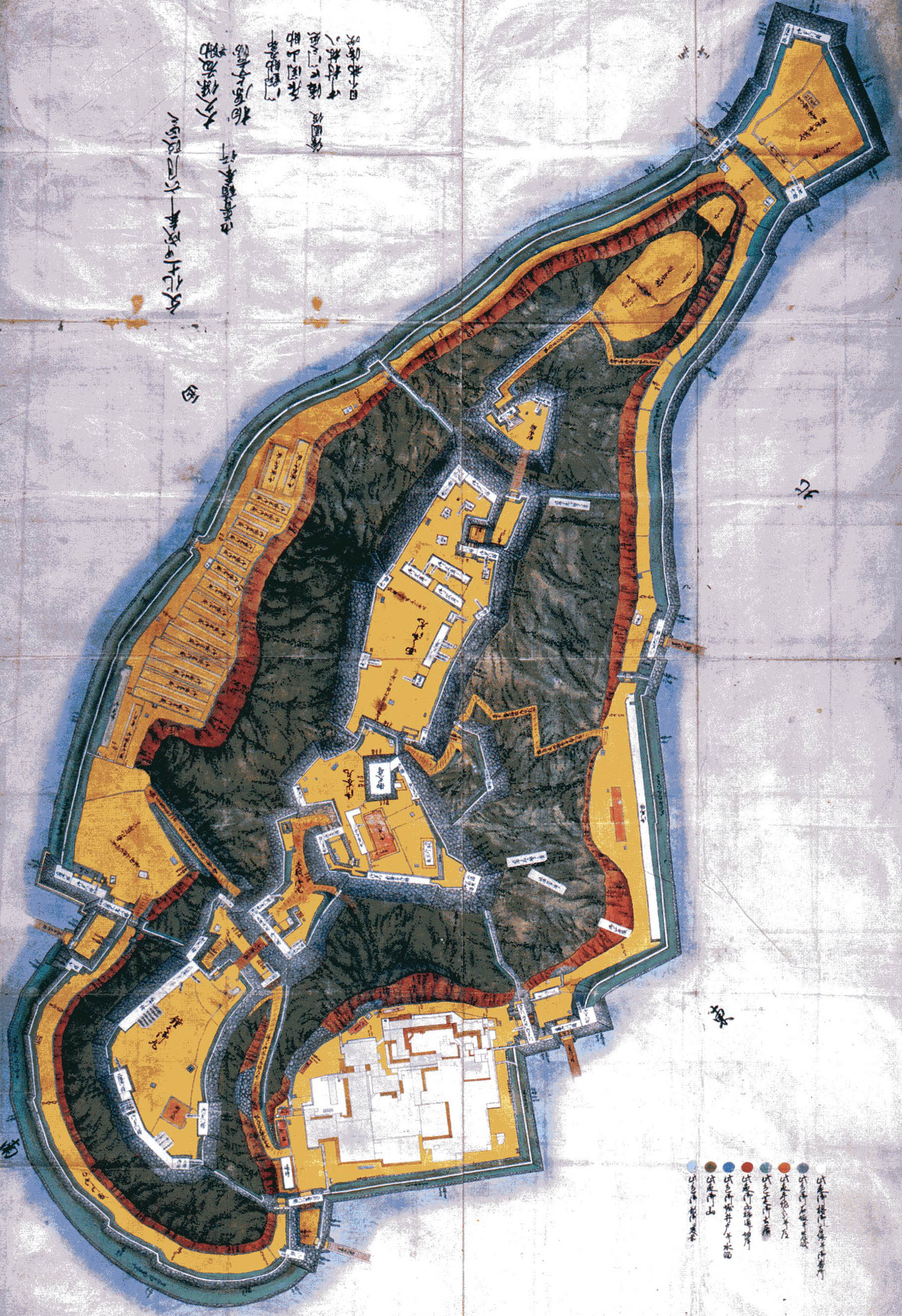
彦根城の縄張り（『御城内御絵図』文化11年）

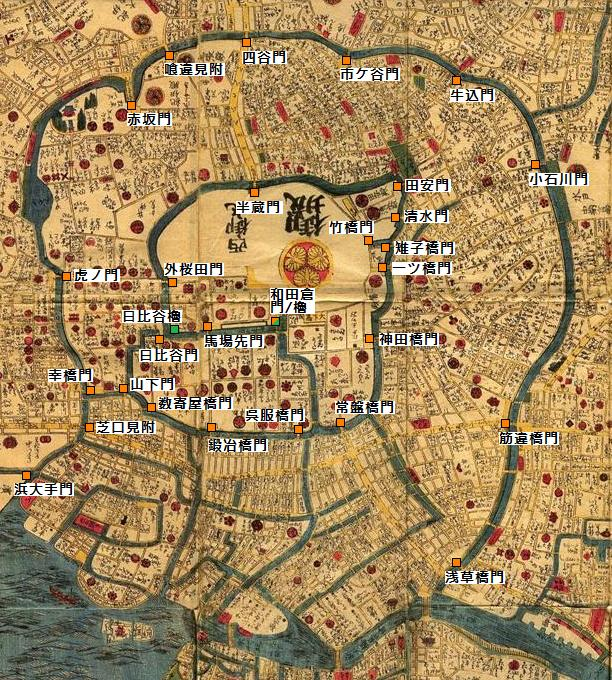
江戸城の縄張り

築城に際しての基本設計を縄張（なわばり）あるいは径始・経始（けいし）といい、その中心は曲輪の配置にあった。“縄張”の語源も曲輪の配置を実地で縄を張って検証したことに由来するとされる。近世に入ると、軍学者たちにより、様々な分類・分析がなされた。縄張の基本的な形式としては、曲輪を本丸・二の丸・三の丸と同心円状に配置する「輪郭式（りんかくしき）」、山や海・川を背後に置き（後堅固）本丸がその方向に寄っている「梯郭式（ていかくしき）」、尾根上などに独立した曲輪を連ねる「連郭式（れんかくしき）」などがあるが、実際にはそれらの複合形を取ることが多い。
曲輪
堀や土塁・石垣で囲まれた区画を曲輪・郭（くるわ）といい、城はこの曲輪をいくつも連ねることで成り立っていた。江戸時代には丸（まる）ともいわれた。防御の中心となる曲輪は本丸（＝本曲輪・主郭）であり、他に二の丸・三の丸が設けられることが多かった。城によっては、櫓曲輪、水手曲輪、天守曲輪、西の丸（大名の隠居所）などが設けられることもあった。馬出（うまだし）が大規模化したものを馬出曲輪、ある城に隣接している独立性の高い曲輪は出曲輪・出郭（でぐるわ）、出丸（でまる）という。大坂の陣の真田丸や熊本城の西出丸といったものがある。
一般に山城では各曲輪の面積が狭く設置可能な施設は限られていたが、平城では各曲輪の面積が広く御殿など大規模な施設の設置が可能であった。
外郭
城が中世の臨時的な軍事基地から恒久的な統治拠点になると、城下町や家臣団防備の目的で従来の城の機能的構成部分（内郭）から、さらにもう一重外側に防御線が設けられることがあった。これを「外郭（がいかく）」または「外曲輪（そとくるわ）」「惣構（そうがまえ）」などという。普通、城という場合、内郭だけを指し、外郭は天然の地勢（山・河川）をも含むため、どこまでをいうのか不明瞭なものもあった。

### 普請

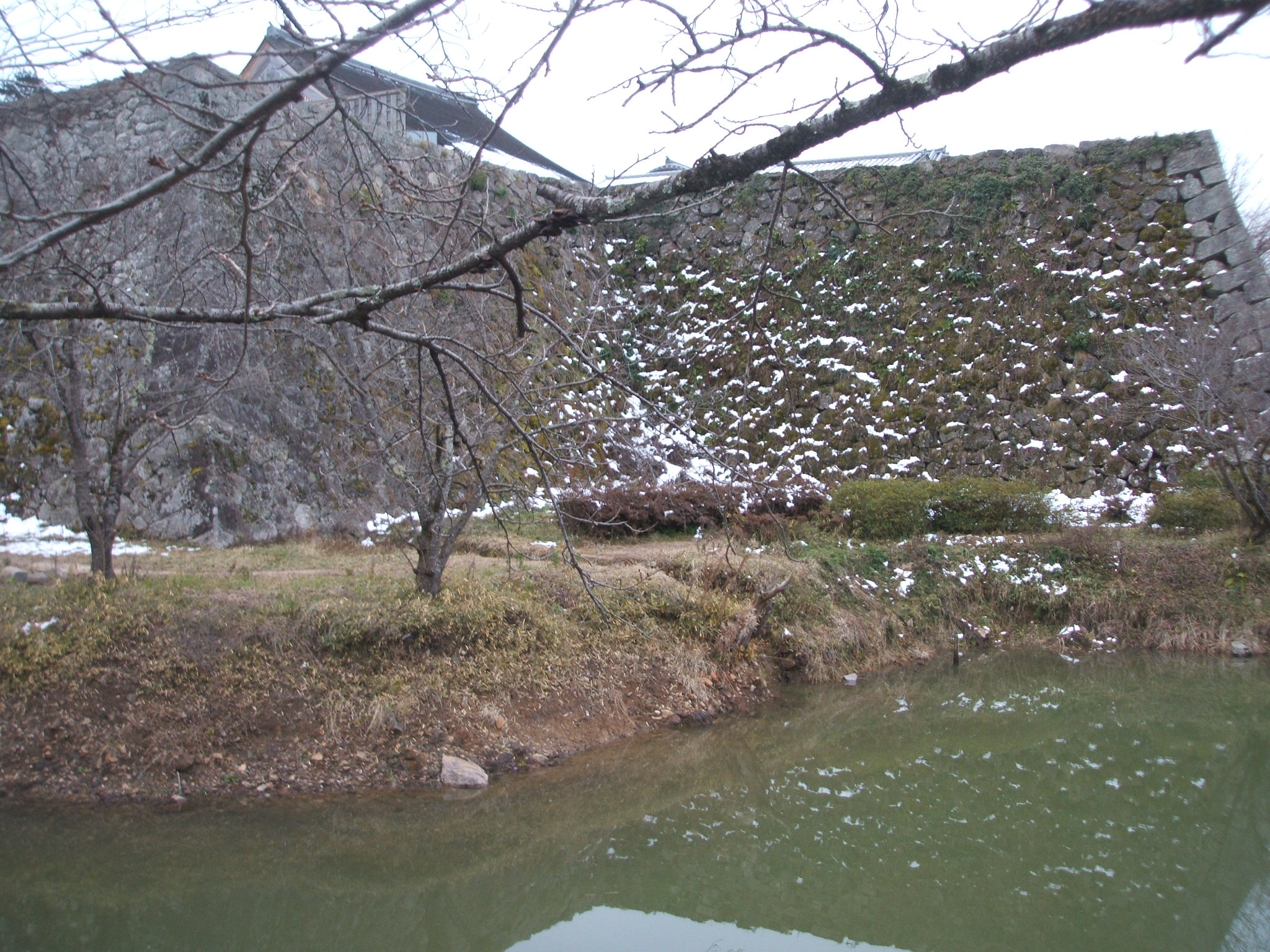
篠山城の内堀、石垣

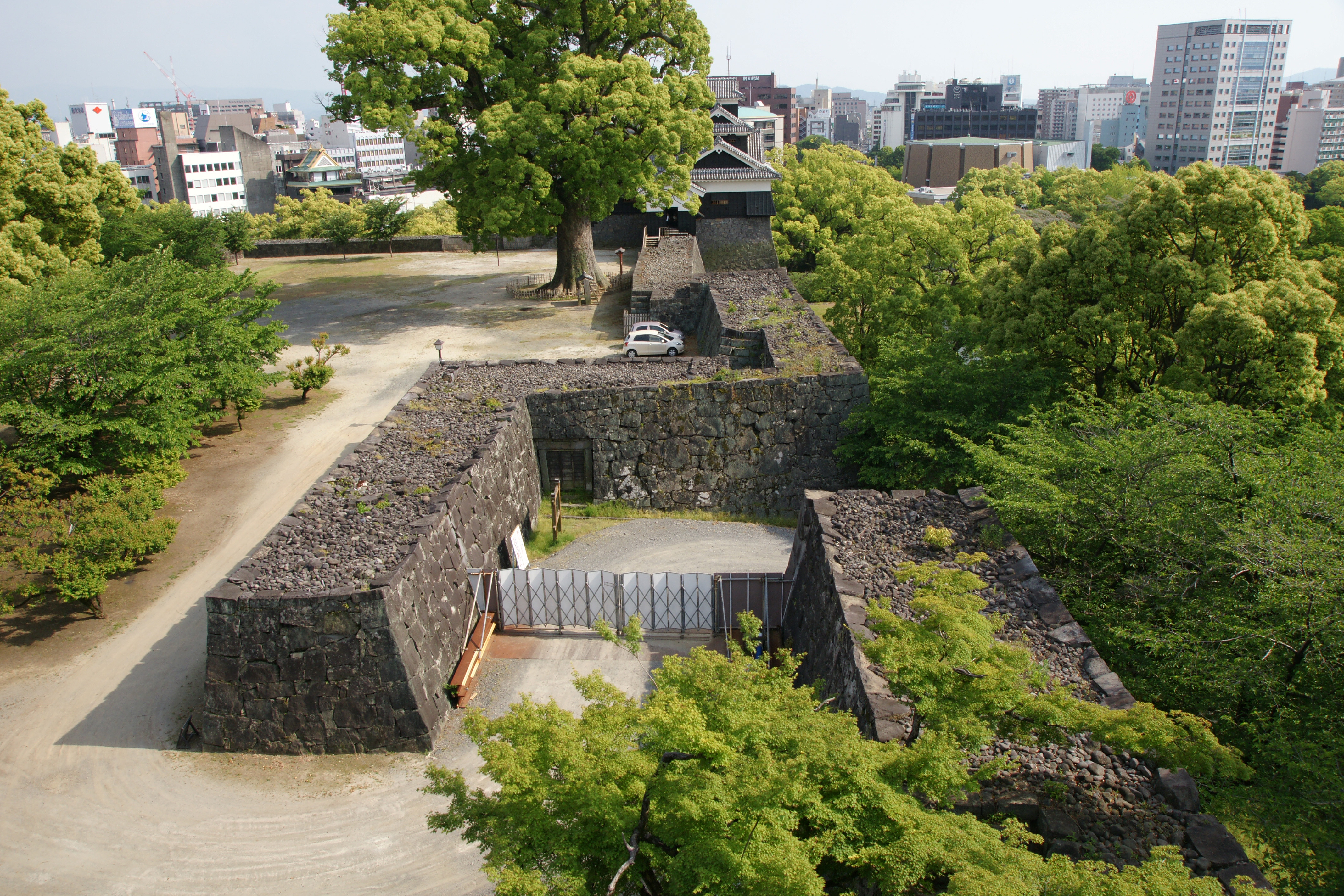
虎口（熊本城飯田丸西櫓御門枡形虎口）

切岸・堀・土塁・石垣
城を構成する基本的な防御施設として、初期の山城では切岸（きりぎし）が用いられたが、やがて堀（ほり）・土塁（どるい）が多用され、石垣（いしがき）が多くなった。堀は水堀の他、空堀、畝状竪堀などの形態があり、土塁は土居（どい）ともいい、堀を掘った土を盛って外壁とするものである。土塁の上部に柵や塀を設けることもあり、斜面には逆茂木（さかもぎ）を置いて敵の侵入を阻むなど、防備は厳重を極めた。石垣は中世においても城郭の要に一部用いられることはあったが、安土桃山時代になると、重い櫓を郭の際に建てる必要から、土塁の表面に石材を積んで強化した石垣が発達した。安土城以降は、土木技術の発達と相まって、大規模な石垣建造物が西日本に数多く建設された。
虎口
城の出入口を、虎口（こぐち）という。大抵は曲げられて造られることが多く、城門や虎口の正面に蔀（しとみ）や芎（かざし）と呼ばれる土塁を設けてまっすぐ進めなくすることもある。城の正面（近世城郭では通常は南）の虎口には大手門・追手門（おおてもん）、裏の虎口には搦手門（からめてもん）が構えられた。虎口は城兵の出入り口であるとともに、敵の侵入口にもなるため特に厳重に防備が固められた。虎口に塁壁で四角形の空間を形成して門を2重に構えたものを桝形虎口（ますがたこぐち）という。虎口の外側にある堀の対岸に、橋頭堡としてさらに堀で囲まれた小さな曲輪を造ることがあり、これを馬出（うまだし）といった。
敵と対面する虎口の堀には土橋や木橋が架けられた。木橋の場合は、必要に応じて城内と城外、郭内と郭外を遮断するために、木橋の板をはずすか、または破壊することができた。特殊なものとして、あらかじめ可動式にした橋があったらしい。算盤橋（そろばんばし）や車橋（くるまばし）などの郭内に引き入れる引橋があったといわれる。虎口の門柱によって橋を釣り上げる桔橋・跳橋（はねばし）もあった。

### 作事

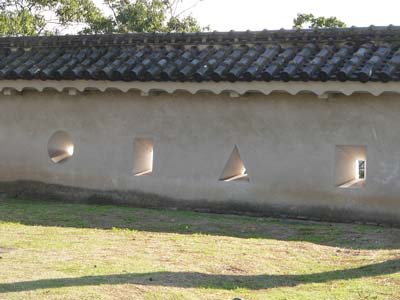
姫路城の土塀と狭間

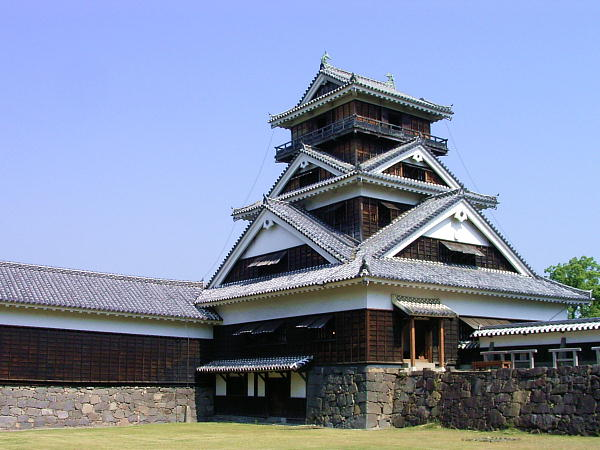
五階櫓：熊本城宇土櫓（現存）

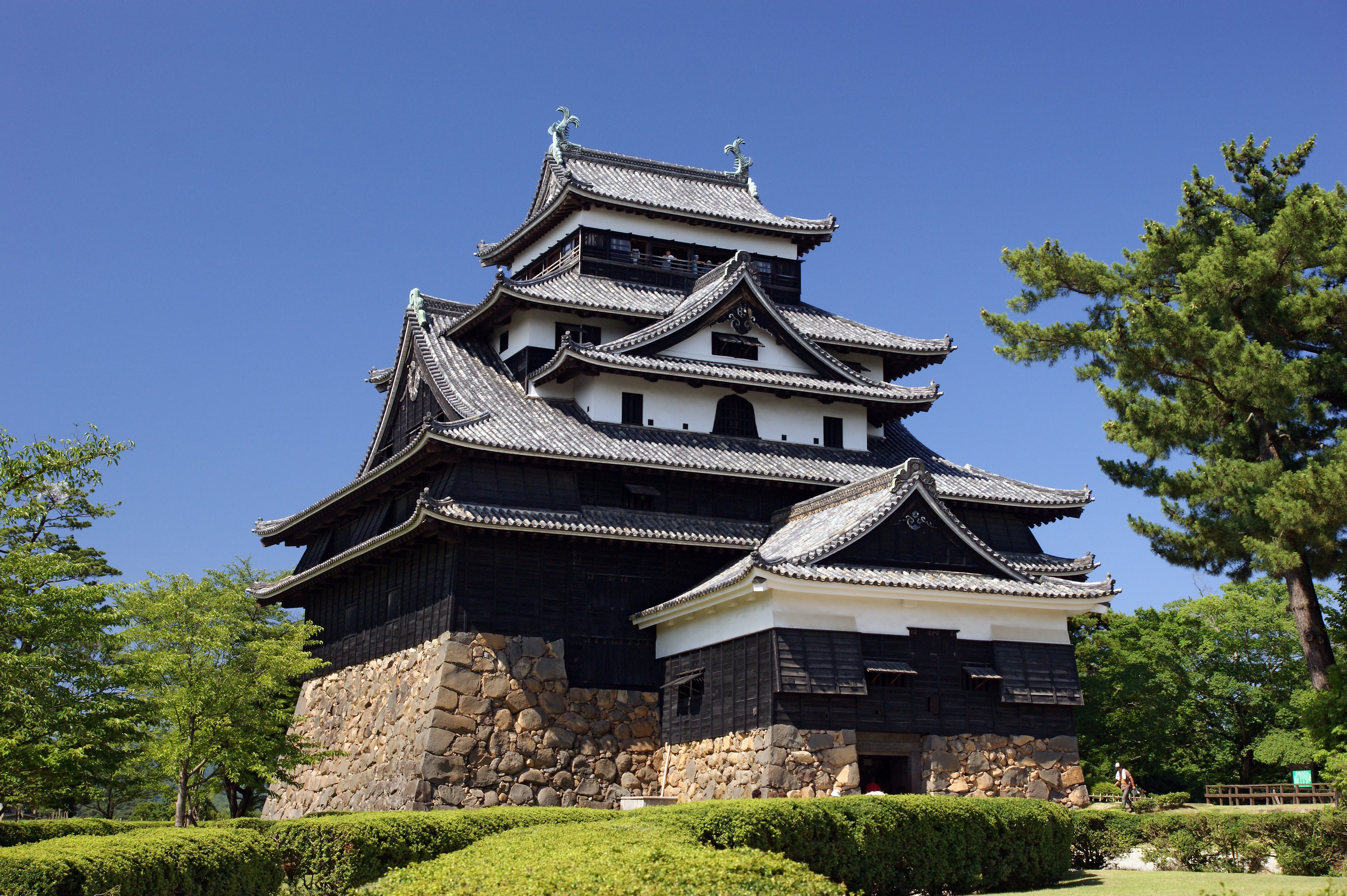
望楼型天守：松江城（現存天守）

塀
塀（へい）は、曲輪内を仕切るほか、防御の目的で石垣・土塁の上にも築かれた。中世には竹で小舞を編んで土を塗った掘立の土塀が多く使われ、近世には礎石立てで小さな屋根をかける壁の厚さ20センチメートルほどの土壁が主流となり、版築土塀の要素を含んだ「練塀」も登場した。防火のために漆喰を塗り籠めたり江戸時代中期には土塀の外壁に瓦を貼り付けた海鼠塀が登場した。
塀や櫓には矢や鉄砲の弾丸などを射出するための小窓が設けられ、これを狭間（さま・はざま）といった。その窓の形により丸狭間・菱形狭間・将棋駒形狭間・鎬狭間・箱狭間などと呼ばれ、塀の下の石垣の最上部に切込みを入れるように開けられた石狭間もあった。その用途によって矢狭間・鉄砲狭間・大砲狭間などと呼ばれた。
櫓
櫓・矢倉（やぐら）は、物見台や倉庫、防衛を兼ねた建物である。櫓は通常、数字やいろは順を冠して一番櫓、二の櫓、はの櫓、ホの櫓など呼んだり、方位を冠して巽櫓（たつみやぐら）・丑寅櫓（うしとらやぐら）、東櫓、西櫓などといい、また用途などによって着見櫓・月見櫓・太鼓櫓などと呼ばれるものもあった。郭の角にある隅櫓は、近世城郭では通常二重櫓、大きな城などでは小規模な三重櫓が用いられることもあったが、中には大坂城本丸にあった三重櫓や熊本城にある五階櫓のように天守に匹敵する規模の櫓があげられていた例もある。
天守
城郭の最終防衛拠点と位置付けられ、城の象徴でもある天守は、大型の望楼櫓が発展したともいわれる。
名称の由来は、仏教の多聞天、梵天、帝釈天（＝天主）を祀ったところから命名されたものという説、城主の館を「殿主」「殿守」といったところからきたという説などがある。しかも、天守の文献上の初見は、摂津伊丹城とするものや松永久秀の大和多聞山城とするもの、また、織田信長の安土城の天主とするものなどの説があり、起源については未だに十分解明されていない。
多様な形式・形状の天守が築かれたが、築城のピークは関ヶ原の戦い前後で、特に西日本には姫路城天守のように高さ20メートル前後から30メートル前後のものが築かれたのも特徴である。

## 奄美群島・沖縄県のグスク

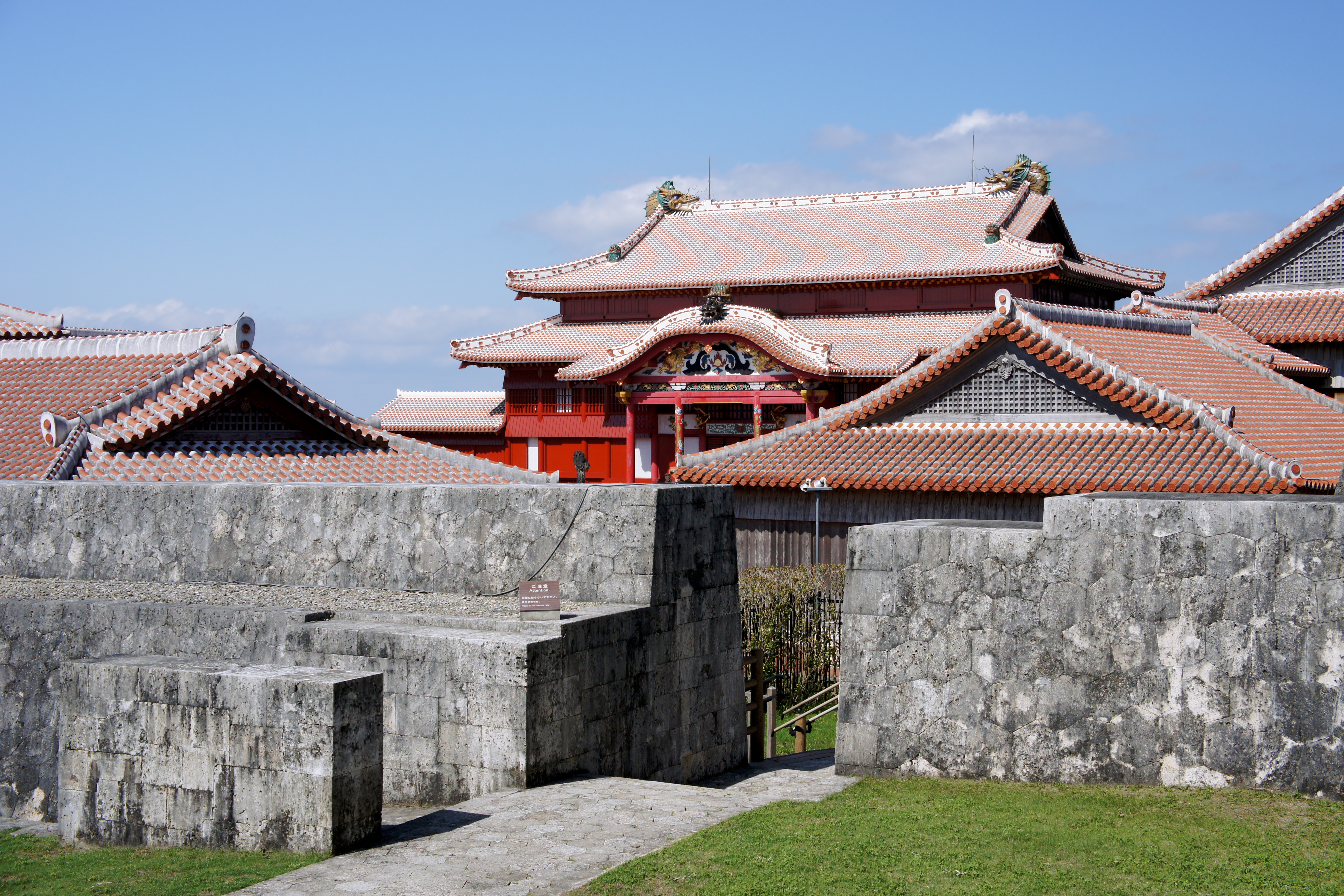
首里城

沖縄県や奄美群島では、城（しろ）にあたるものとしてグスクが挙げられる。起源については聖域説や集落説など様々な説がある。内部には御嶽（うたき）とよばれる聖域があるものも多い。知念森城（ちねんもりぐすく）は沖縄の歌集『おもろさうし』に神が初めに現れた城として登場する。建物や遺跡の復元整備が進められている首里城跡（しゅりぐすくあと、しゅりじょうあと）は、現存する遺構では最大規模であり、中城城跡（なかぐすくじょうあと）や今帰仁城跡（なきじんぐすくあと）とともに世界遺産に登録されている。

## アイヌのチャシ

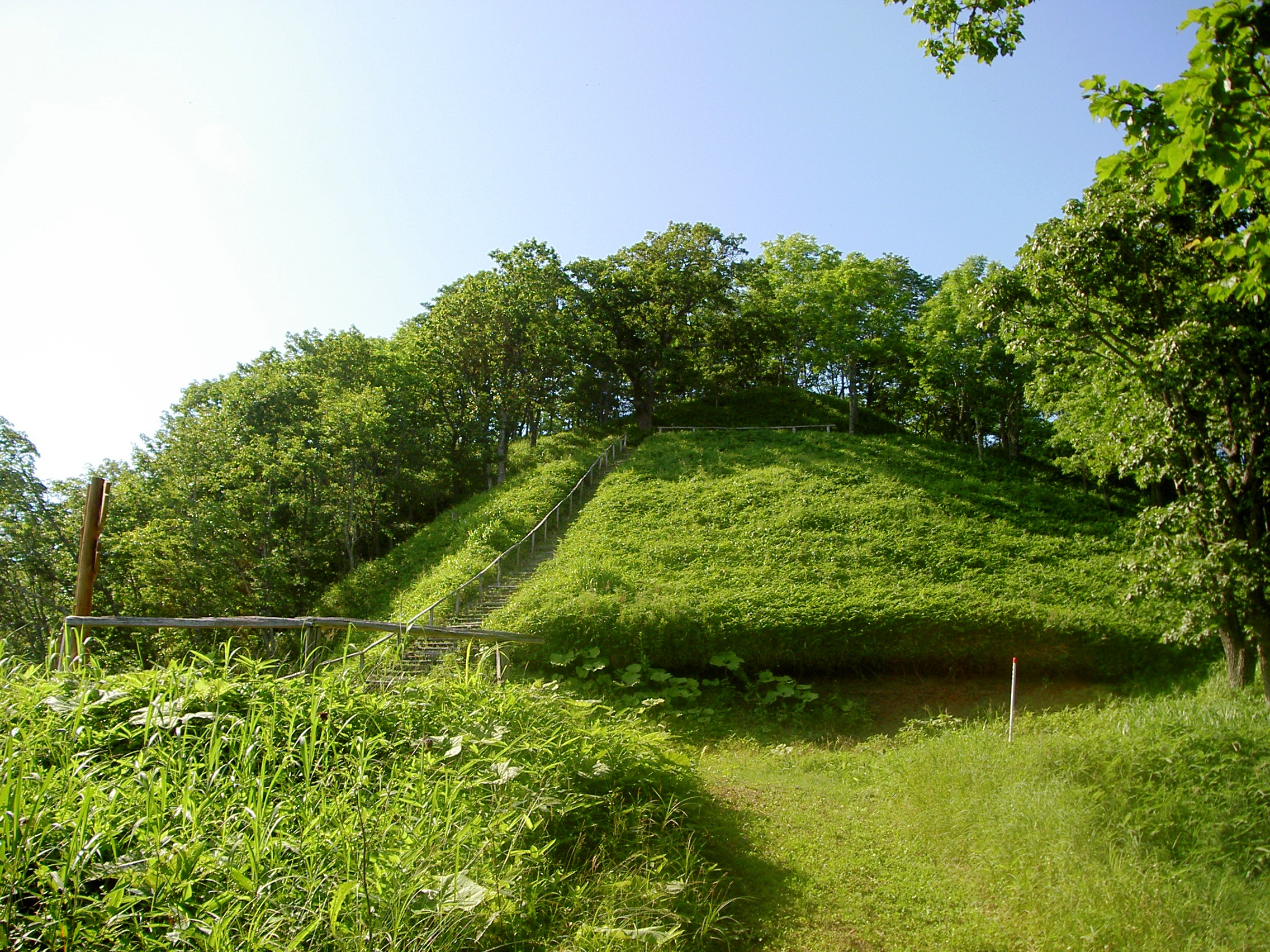
チャシの山﨑岬（山﨑山林）

北海道のアイヌが築いた、城（しろ）にあたるものとして砦（チャシ）が挙げられる。基本的に城砦として使用され、アイヌ間や対和人、対ウィルタの抗争に利用された。儀式等に用いられることもあり、機能は一概には言えない。

## 日本の城を題材にした作品
- 映画『日本の城』

1962年に、ミツウロコの企画の下、日映科学映画製作所により製作された短編映画。上映時間はカラーで約31分。第7回対外日本紹介映画コンクールの第2部門で金賞を受賞したほか、芸術祭記録映画部門奨励賞も受賞。更に文部省（現・文部科学省）より教育映像等審査制度に基づく選定をも受けている。
日本の歴史的遺産ともいわれる「城」について、そのルーツと役割（歴史的背景も含む）について解説すると共に、現存する城の特徴についても触れている。本作品にて紹介されている「現存する城」の中には、姫路城も含まれている。本作品は現在、科学映像館のWebサイト上において無料公開されている。

## 日本の城の研究者
- 伊禮正雄
- 大類伸 - 日本の城郭史研究に先鞭をつけた
- 岡寺良
- 加藤理文
- 北垣聰一郎
- 北野隆
- 木島孝之
- 木戸雅寿
- 木村健太郎
- 黒田慶一
- 小島道裕
- 城戸久
- 白峰旬
- 関口和也
- 千田嘉博 - 奈良大学 文学部 文化財学科 教授
- 高瀬哲郎
- 高田徹
- 鶴嶋俊彦
- 鳥羽正雄 - 日本の城郭史研究を確立した

- 中井均 - 滋賀県立大学 人間文化学部 地域文化学科 名誉教授
- 中村修身
- 西ヶ谷恭弘
- 西股総生
- 服部英雄
- 花岡興史
- 藤岡通夫
- 本田昇
- 松岡進
- 三浦正幸
- 三島正之
- 宮上茂隆
- 南原公平
- 宮坂武男
- 村田修三
- 山内淳司
- 八巻孝夫 - 中世城郭研究会代表

## 城郭にかかわる団体
- 関西城郭研究会 - ウェイバックマシン（2005年2月16日アーカイブ分）
- 国宝城郭都市観光協議会
- 静岡古城研究会
- 城郭談話会
- 織豊期城郭研究会
- 全国城郭管理者協議会
- 中世城郭研究会（Webサイト） - 会誌『中世城郭研究』、全国城郭研究者セミナー主催
- 東海古城研究会
- 財団法人日本城郭協会 HP
- 日本城郭史学会
- 北部九州中近世城郭研究会 - Facebook